# Zora Young
Zora Young (West Point, 21 januari 1948) is een Amerikaanse blueszangeres.

## Biografie
Reeds op jonge leeftijd zong Zora Young gospelsongs. Op 7-jarige leeftijd verhuisde haar familie naar Chicago, waar ze zong in het kerkkoor. Pas betrekkelijk laat begon ze rhythm-and-blues en blues te ontdekken.
Tijdens haar lange carrière trad ze op met veel bekende artiesten, waaronder Junior Wells, Jimmy Dawkins, Bobby Rush, Buddy Guy, Albert King, B.B. King en vele anderen. Tot de muzikanten met wie ze opnamen maakte, behoorden Willie Dixon, Sunnyland Slim, Paul deLay en anderen. 
Haar eerste eigen album Travelin' Light verscheen in 1999. Ze was meer dan 30 keer in Europa op tournee en is een populaire gast bij grote bluesfestivals.

## Discografie
- 1991: Travelin' Light (Deluge Records)
- 2000: Learned My Lesson (Delmark Records)
- 2005: Tore Up from the Floor Up (Delmark Records)
- 2009: Sunnyland (Airway Records)
- 2009: The French Connection (Delmark Records)

- Bibliothèque nationale de France: cb13901355g (data)
- Gemeinsame Normdatei: 135222257
- International Standard Name Identifier: 0000 0000 7839 6712
- Library of Congress Control Number: no00052657
- MusicBrainz: a4714f2c-d8b5-4511-b2bf-335557f1b9e2
- Virtual International Authority File: 80041499
- WorldCat: E39PBJkhPDrHXhjDjrrBGtVXBP